# قتلگاه ۲
قتلگاه ۲ (به انگلیسی: Killzone ۲) یک بازی ویدئویی به سبک تیراندازی اول شخص از مجموعه بازی‌های قتلگاه است که توسط استودیوی گوریلا گیمز ساخته شده و به‌وسیلهٔ سونی کامپیوتر انترتینمنت در فوریه ۲۰۰۹ برای کنسول پلی‌استیشن ۳ منتشر شده‌است. این بازی برای اولین بار در ای۳ ۲۰۰۵ رونمایی شد، درحالی که اولین نمایش از روند بازی آن دو سال بعد در ای۳ ۲۰۰۷ نشان داده شد. قتلگاه ۲ یک موفقیت تجاری بود و مورد تقدیر قرار گرفت و ادامه‌ای برای آن با عنوان قتلگاه ۳ در فوریه ۲۰۱۱ منتشر شد.

## بازتاب‌ها
| گردآورنده  | امتیاز |
| ---------- | ------ |
| گیم‌رنکینگز | ۹۰٫۵۶٪ |
| متاکریتیک  | ۹۱٪    |

| ناشر                  | امتیاز  |
| --------------------- | ------- |
| اج                    | ۷/۱۰    |
| یوروگیمر              | ۹/۱۰    |
| گیم اینفورمر          | ۸٫۷۵/۱۰ |
| گیم‌پرو                | ۵/۵     |
| گیمزمستر              | ۹۱٪     |
| گیم‌اسپات              | ۹٫۰/۱۰  |
| گیم‌اسپای              | ۴٫۵/۵   |
| گیم‌تریلرز             | ۹٫۲/۱۰  |
| گیم‌زون                | ۹٫۴/۱۰  |
| آی‌جی‌ان                | ۹٫۴/۱۰  |
| اوپی‌ام (استرالیا)     | ۱۰/۱۰   |
| اوپی‌ام (بریتانیا)     | ۹/۱۰    |
| اوپی‌ام (ایالات متحده) | ۵/۵     |
| پلی                   | ۹۳٪     |
| ایکس پلی              | ۵/۵     |